# Возвращение (издательство)
Московское историко-литературное общество «Возвращение» — общественная российская благотворительная организация, которая объединяет бывших узников ГУЛага и нацистских концлагерей — авторов воспоминаний, художественных произведений, исторических исследований. «Возвращение» — специализированное издательство, выпускающее литературу о жертвах тоталитарных режимов. Председатель организации — литератор Семён Самуилович Виленский.

## История
В 1962 году бывшими узниками колымских лагерей под руководством С. С. Виленского было организовано «Колымское товарищество».
В 1989 году в Москве в издательстве «Советский писатель» вышел в свет в двух томах на нескольких языках сборник воспоминаний двадцати трёх бывших узниц ГУЛАГа «Доднесь тяготеет», составителем которого был Семён Виленский. Издаётся хрестоматия для старшеклассников «Есть всюду свет. Человек в тоталитарном обществе», выпущенная тиражом 27 000 экземпляров, под редакцией академика А. Яковлева появляются книга-обзор «Дети ГУЛАГа», рукописи Г. Г. Демидова и ещё около 100 книг.
В 1990 году «Колымское товарищество» было зарегистрировано как Московское историко-литературное общество «Возвращение».

Англоязычная версия сборника "Сопротивление в ГУЛАГе", тираж 50.

Обложка журнала "Воля" №1, 1993, со следующего № 2-3, 1994, дизайн был изменен

C 1991 года на собственные, «похоронные», деньги общество «Возвращение» начинает издательскую деятельность.
Первой изданной им книгой был сборник «Сопротивление в ГУЛАГе» в 1992 году, опубликованный в процессе подготовки «Возвращением» первой международной конференции «Сопротивление в ГУЛАГе», состоявшейся в 19—21 мая 1992 года в Москве. Этот сборник был в кратчайшие сроки переведён Джоном Кроуфутом вместе с двумя помощниками на английский язык, и к конференции вышла малым тиражом и английская версия сборника, сразу ставшая библиографической редкостью.
Один из соорганизаторов первых трёх конференций «Сопротивление в ГУЛАГе», член общества «Возвращение»  в 1990-1994 годах, советский и российский биолог и эколог Н. А. Формозов, исследовал историю сопротивления в ГУЛАГе. Журнал «Новый мир» опубликовал статью Формозова «Воздушные змеи над зоной», подробно рассказывающую об исторических фактах, с чего началось сопротивление.
В 1993, 1994 и 2002 годах «Возвращение» провело ещё три международных конференции «Сопротивление в ГУЛАГе», каждая из них собирала до нескольких сотен участников.
Издательство «Возвращение» издаёт с 1993 года журнал узников тоталитарных систем «Воля» (с 10 номера — альманах) тиражом 1000 экземпляров. В нём, наряду с мемуарами, документами и трудами историков, публикуются и художественные произведения. В частности, изданы прозаические сборники А. П. Тер-Абрамянца (1993, 2006, 2011).
В 1993 году на второй конференции её участники заявили, что готовы продолжать безвозмездную издательскую работу по сохранению памяти. Виленский обратился за помощью к председателю Комиссии по реабилитации А. Яковлеву, а тот написал письмо в администрацию президента.
В 1995 году государство РФ передало обществу «Возвращение» в арендное пользование старинную усадьбу в деревне Чукавино Тверской области, за год она была полностью отремонтирована силами репрессированных, после чего стала «Санаторием за колючей проволокой». Виленский собрал десятки справок, обращений, писем и протоколов для сохранения прав собственности единственного в стране дома отдыха для репрессированных.
Чиновники отдали 30 гектаров заповедной территории на благотворительность и справа от усадьбы один из лучших стационарных пионерских лагерей области был превращён в питомник элитных собак. Областной Комитет по охране памятников культуры, ещё недавно отзывавшийся о «Возвращении» как о добросовестном арендаторе, внезапно предъявил претензии, что бывшие узники ГУЛАГа не выполняют условия арендного договора, заключённого между комитетом и обществом «Возвращение» на 49 лет.
В 2002 году в Большом зале Московской консерватории прошёл концерт памяти жертв нацизма и ГУЛАГа, инициатором которого было московское историко-литературное общество «Возвращение». Концерт прошёл в рамках IV Международной конференции «Сопротивление в ГУЛАГе», среди участников которых были россияне и участники европейского Сопротивления.
В 2010 году состоялись выставки книг «Возвращения» в пражской Славянской библиотеке и в областной библиотеке в Кирове. На выставке были представлены издания книг на русском, английском и чешском языках, а также фотографии членов общества, снимки, сделанные во время нескольких международных конференций «Сопротивление в ГУЛАГе», на которых побывали участники Норильского, Воркутинского и Кенгирского лагерных восстаний.
29 марта 2011 года в Доме русского зарубежья имени Александра Солженицына состоялся вечер, посвящённый 20-летию издательской деятельности Московского историко-литературного общества «Возвращение». Вечер, как социально значимое событие, широко освещался во всех СМИ, включая ТВ-каналы; вёл его организатор «Колымского товарищества» — Семён Виленский. Гостями и участниками мероприятия стали — президент Русского общественного фонда Александра Солженицына Наталия Солженицына, Лукаш Бабка, являющийся директором Славянской библиотеки в Чехии, представительница чешской организации под названием «Человек в беде» Радка Бзонкова, американский профессор Диана Немец-Игнашева (Diane Nemec Ignashev) — специалист по русской литературе, российский литературовед, а также критик и писатель Мариэтта Чудакова, публицист Лидия Головина, вдова писателя Юрия Домбровского Клара Файзулаевна Домбровская, авторы изданий «Возвращения», актёры «Театра Музыки и Поэзии Елены Камбуровой», московского театра «Современник» На вечере была показана видеозапись выступления дочери писателя Артёма Весёлого — Заяры, прошедшей сталинские лагеря.

## Об издательстве
Общество «Возвращение» провело четыре международные конференции «Сопротивление в ГУЛАГе» (1992—2002 гг.), на которых собирались участники сопротивления в сталинских и нацистских лагерях из России и разных стран мира, как ближнего зарубежья Украины, Литвы, Казахстана, Белоруссии Латвии, так и дальнего: Франции, Голландии, Германии, Польши, Италии и других.  На конференциях выступали участники восстаний, забастовок, голодовок; зачитывались документы по Кенгирскому восстанию, стихи тех лет, а также выдвигались требования проведения Верховным Советом России при участии Президента РФ открытых слушаний о характере и результатах деятельности органов ВКП(б)-КПСС в период 1917—1991 годов.
Главной задачей историко-литературного общества и издательства «Возвращения» является сохранение исторической памяти. Активисты общества ежегодно принимают участие в различных, в том числе бесплатных благотворительных, мероприятиях, где рассказывают об исследованиях, основанных на документах из Архива КГБ и других организаций.
Издательство «Возвращение» за последние 20 лет опубликовало сотни воспоминаний бывших заключённых Гулага. Спектакль «Дороги, которые мы не выбирали», который был создан актрисами Ольгой Непахаревой и Еленой Токмаковой-Горбушиной, гастролировал во многих городах России, также ставился за рубежом при содействии общества «Возвращение».
Всего издательством «Возвращение» было издано более 200 книг.

## Награды
За просветительскую и благотворительную деятельность «Возвращение» награждено Золотой Пушкинской медалью творческих союзов России, грамотами Правительства Москвы и Московской городской Думы.